# تترا هیدرو ایزو کوئینولین
تترا هیدرو ایزو کوئینولین (به انگلیسی: Tetrahydroisoquinoline) با فرمول شیمیایی C9H11N یک ترکیب شیمیایی با شناسه پاب‌کم 7046 است. که جرم مولی آن ۱۳۳٫۱۹ گرم بر مول می‌باشد. شکل ظاهری این ترکیب، Deep yellow liquid است.